# Ben Hutchinson
Ben Hutchinson (Nottingham, Inglaterra, Reino Unido, 27 de noviembre de 1987) es un futbolista inglés. Juega de delantero y actualmente está en el Mansfield Town en la Conference National de Inglaterra.

## Biografía
Benjamin Lloyd P. Hutchinson, más conocido como Ben Hutchinson, empezó su carrera futbolística en el Arnold Town FC. Pronto el Middlesbrough FC se fijó en él y lo fichó para que jugara con la cantera. En 2007 pasa a formar parte de la primera plantilla del club. Su debut se produjo gracias a la carencia de delanteros en el equipo debido a las lesiones. Fue el 7 de octubre de 2007 en el partido de liga Manchester City 3-1 Middlesbrough, en el que Ben Hutchinson saltó al campo sustituyendo a su compañero Tom Craddock y logró marcar el gol de su equipo en el minuto 89. El 5 de enero debutó como delantero titular del equipo en un partido de la FA Cup.
El 31 de enero de 2008 firma un contrato con su actual club, el Celtic de Glasgow escocés, equipo que pagó por él 375000 euros. Debuta el 16 de febrero en un partido contra el Hearts en el que el Celtic de Glasgow se impuso por tres goles a cero. Esa temporada, en la que su equipo se proclama campeón de Liga, no pudo disputar muchos partidos debido a una lesión.

## Selección nacional
Los abuelos de Ben Hutchinson son naturales de Jamaica. Debido a esto en un futuro podrá ser convocado por la Selección de fútbol de Jamaica o por la de Inglaterra.

## Clubes
| Club                        | País       | Año       |
| --------------------------- | ---------- | --------- |
| Middlesbrough Football Club | Inglaterra | 2007-2008 |
| Celtic Football Club        | Escocia    | 2008-2009 |
| Swindon Town                | Inglaterra | 2009-2010 |
| Dundee FC                   | Escocia    | 2010      |
| Lincoln City                | Inglaterra | 2010-2011 |
| Kilmarnock FC               | Escocia    | 2011      |
| Mansfield Town              | Inglaterra | 2012-     |

## Títulos
- 1 Liga de Escocia (Celtic FC, 2008)